# Bandak

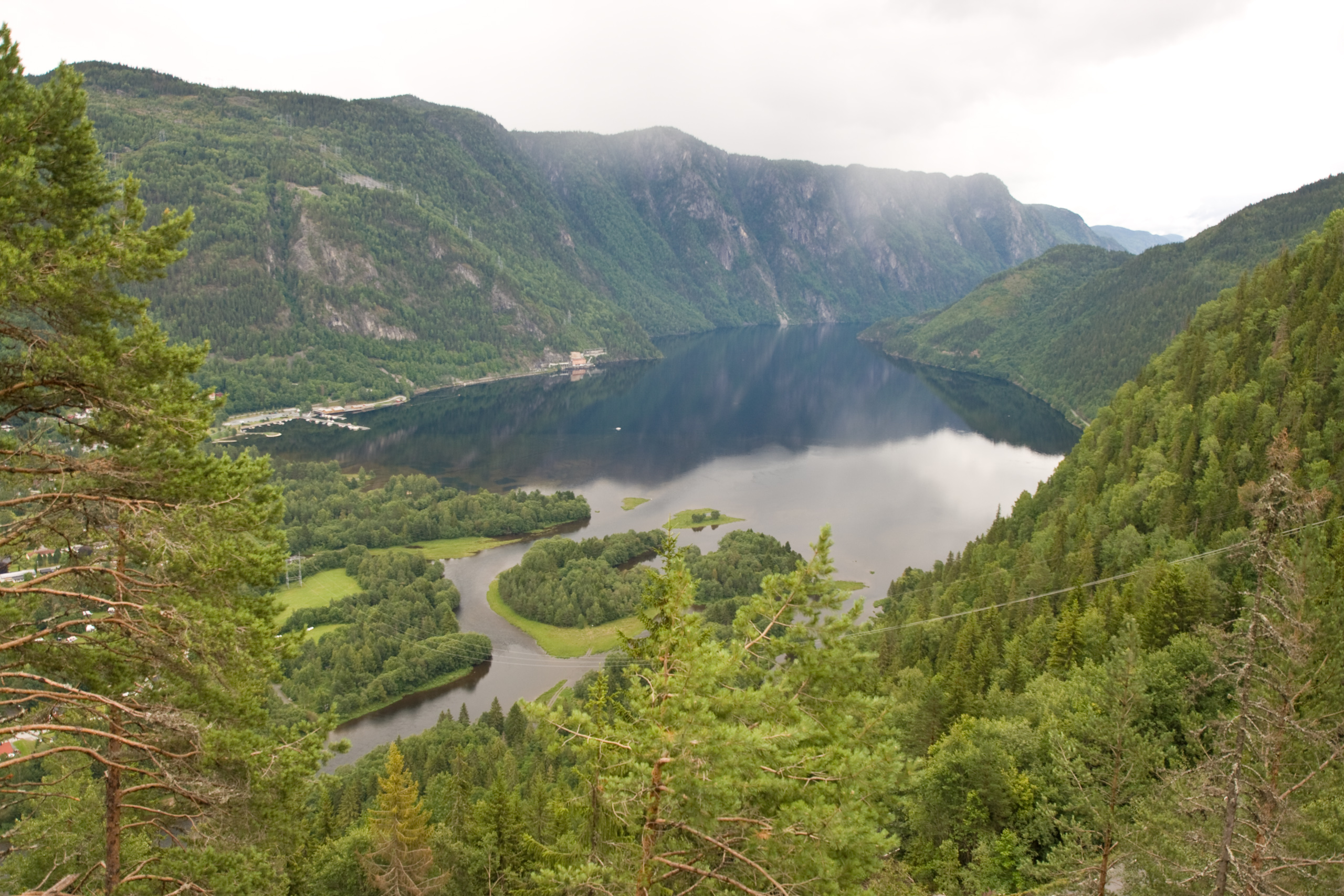

Bandak är en sjö i Telemark fylke, södra Norge, 72 meter över havet.
Bandak står sedan 1892 genom Bandak-Norsjøkanalen över sjöarna Kvitseidvatn och Flåvatn i förbindelse med Norsjø. Stigningen har övervunnits med ett flertal slussar, de största vid Vrangfors. Kanaldelen, som från Dalen vid Bandaks västra ände till Skien är något över 100 kilometer, har främst betydelse som turistled.